# Messapi
I Messapi (greco: Μεσσάπιοι, Messápioi; latino: Messapii) erano una tribù iapigia che nell'antichità classica occupava il territorio corrispondente all'attuale Salento. Le altre due tribù Iapigie, i Peucezi e i Dauni, erano stanziate rispettivamente nel centro e nel nord della Puglia. Le tre tribù erano linguisticamente correlate da un comune idioma, il messapico, ma iniziarono a differire considerevolmente tra di loro sul piano culturale a seguito delle diverse influenze e stratificazioni etniche che si sovrapposero nella regione a partire dal VII secolo a.C..
Anticamente il territorio dei Messapi, tradizionalmente conosciuto come Messapia, si estendeva da Leuca a sud-est fino a Ceglie ed Egnazia a nord-ovest, ricoprendo gran parte della penisola salentina. A partire dal terzo secolo a.C., gli scrittori greci e romani iniziarono però a distinguere le popolazioni indigene del Salento in modalità differenti. Secondo Strabone, i nomi Iapigi, Dauni, Peucezi e Messapi erano adoperati esclusivamente dai greci e non dai nativi, che invece dividevano il Salento in due parti. Il settore meridionale e ionico della penisola era territorio dei Salentinoi (Σαλεντῖνοι in greco, Sallentini in latino), che si estendeva da Otranto a Leuca e da Leuca a Manduria.
La porzione settentrionale affacciata sull'Adriatico apparteneva invece ai Kalabroi (in greco Καλαβρούς, in latino Calabri), e andava da Otranto a Egnazia comprendendo l'entroterra. Calabri e Salentini potrebbero esser stati due gruppi che si affiancavano ai Messapi o due sottogruppi dei Messapi stessi. Con la riforma augustea delle regioni, le denominazioni Daunia e Peucezia indicanti rispettivamente il nord e il centro della Puglia spariscono in favore della più generica nomenclatura Apulia, mentre la Calabria (il Salento) continua ad avere una denominazione propria. L'archeologia continua a seguire l'originale tripartizione greca del territorio sulla base delle evidenze archeologiche.

## Territorio

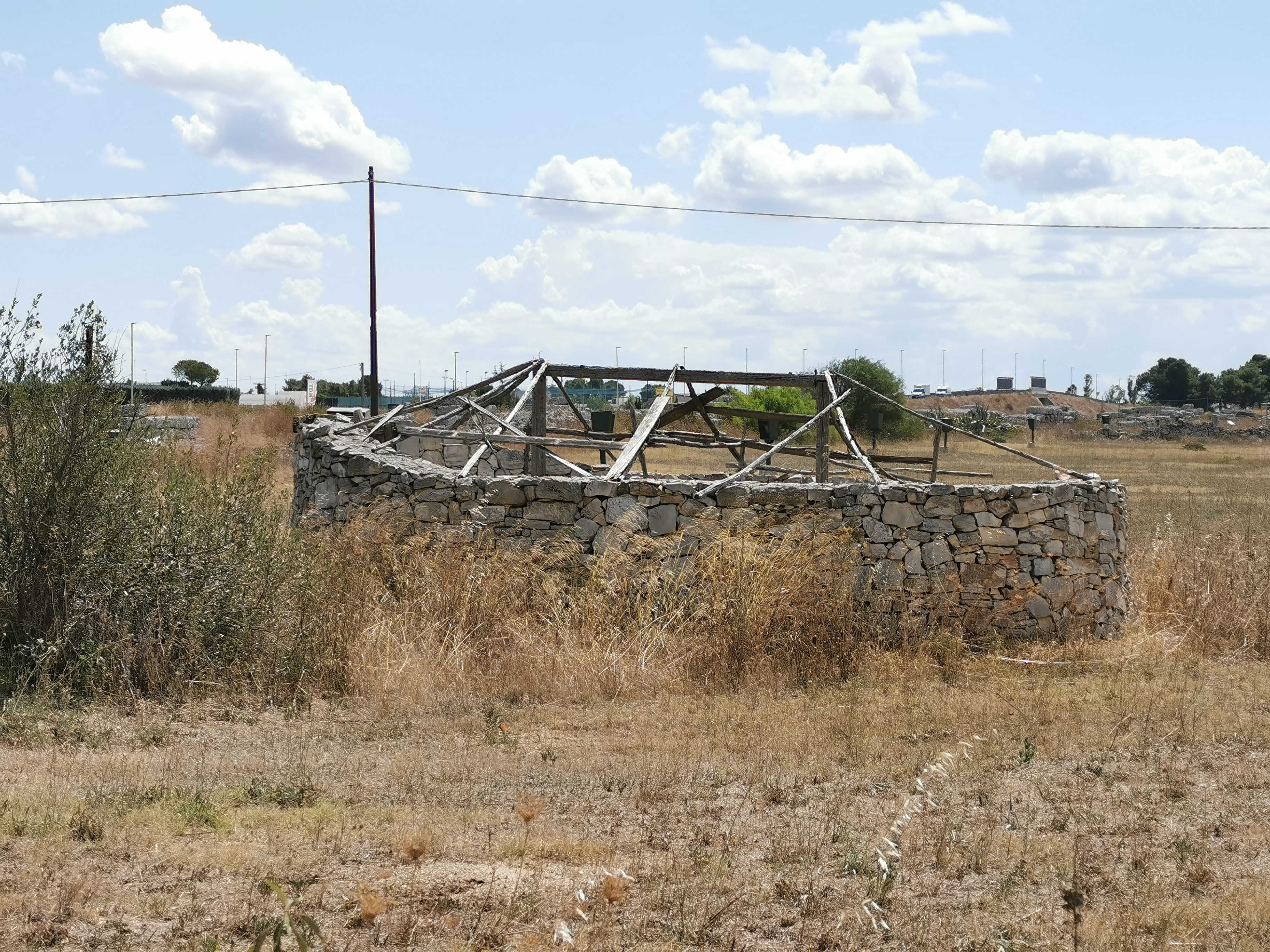
Capanna messapica nel parco archeologico di Manduria

Le prime attestazioni della civiltà messapica risalgono all'VIII secolo a.C., ma la denominazione originaria del territorio è incerta, in quanto quello di Messapia (forse "terra tra i due mari") fu il nome dato al territorio dagli storici greci. L'esistenza del popolo dei Messapi è infatti attestata esclusivamente da fonti magno-greche, che ne citano ripetutamente il loro minaccioso insediamento nei dintorni della colonia di Taras (l'odierna Taranto) intorno al V secolo a.C.
In quanto alle denominazioni territoriali di epoca posteriore, al principio dell'epoca imperiale (verso la fine del I secolo a.C.) Strabone affermava che al suo tempo la maggior parte dei geografi e degli scrittori utilizzava intercambiabilmente i nomi Messapia, Iapygia, Sallentina o Calabria per designare il Salento, mentre per Apulia si continuava a intendere l'insieme dei territori corrispondenti all'attuale Puglia centro-settentrionale. Il nome Calabria per l'intera penisola salentina venne però reso ufficiale dall'imperatore romano Augusto, il quale divise l'Italia in regioni statistiche istituendo così la regio II Apulia et Calabria che comprendeva, oltre all'Apulia propriamente detta e alla penisola salentina, anche la colonia beneventana e il Sannio irpino; da allora, il toponimo Messapia cadde definitivamente nell'oblio. Infine nel secolo VIII, dopo che i Longobardi beneventani si spinsero fino al Tavoliere di Lecce, i Bizantini trasferirono la sede del tema dal Salento all'attuale Calabria, esportandovi anche la denominazione.

## Storia

### Origini e territorio
L'origine dei Messapi è incerta; probabilmente si deve a flussi migratori incerti e mai chiaramente dimostrati di origine illirica o egeo-anatolica giunti in Salento alle soglie dell'età del ferro intorno al IX secolo a.C.. L'ipotesi illirica, oggi la più accettata dagli studiosi, è suffragata soprattutto da considerazioni di tipo linguistico.
È possibile anche che i Messapi siano frutto della fusione tra Cretesi e, successivamente, Illiri. Secondo tale ipotesi, i Cretesi sarebbero giunti in Italia nel 3300 a.C. e gli Illiri li avrebbero conquistati secoli dopo.
L'origine cretese si fondava invece essenzialmente sulla tradizione e derivava da un celebre passo di Erodoto sulle origini degli iapigi:
(Erodoto - VII, 170)
In aggiunta al racconto erodoteo, vi è la vicenda del re cretese Licio Idomeneo, altro tassello di quello che potremmo definire il "ciclo minoico", ossia quella tradizione letteraria che vede nel mescolamento tra i coloni cretesi e gli indigeni locali l'etnogenesi del popolo salentino. L'umanista salentino Antonio de Ferrariis, riferendosi all'antico idioma messapico, lo definisce "la lingua di cui si servivano i Salentini prima della venuta di Idomeneo", utilizzando quindi la figura di quest'ultimo come simbolo del Salento greco di cui egli stesso vantava un'appartenenza. Tale versione aggiuntiva a quella erodotea riguardo all'origine cretese dei Messapi è fornita dal reatino Marco Terenzio Varrone, (116 a. C. – 27 a. C.). L'autore latino infatti racconta di come il monarca Idomeneo, cacciato da Creta in seguito a una sommossa civile, avesse cercato rifugio insieme al suo esercito nel regno illirico di re Divitio. Da qui, unitosi a un ulteriore esercito generosamente offerto dal monarca illirico, a cui si aggiunse una nutrita schiera di profughi locresi, salpò alla volta del Salento e vi si stabilì, dislocando il suo esercito in dodici città e dando dunque vita alla dodecapoli messapica. I profughi cretesi, illiri e locresi guidati da re Idomeneo, divenuti stabili abitatori delle contrade salentine, si sarebbero infine collettivamente riconosciuti con l'etnonimo di "Salentini", poiché avevano fatto amicizia "in salo", in mare".
I ritrovamenti più antichi sono stati effettuati in scavi archeologici in alcune grotte vicine a Otranto e Roca; i primi insediamenti stabili sono stati individuati nelle città di Oria, Cavallino, Vaste e Muro Leccese e sono databili all'VIII secolo a.C.).
Intorno al VII-VI secolo a.C. si passa da costruzioni in capanne con zoccolo in pietre irregolari, alzato in mattoni crudi (argilla e paglia) e copertura a rami intrecciati (ne è stata ricostruita una a Vaste a scopo didattico) a costruzioni con più ambienti, di forma quadrangolare, con muretti a secco e mattoni e copertura a tegole.

### Città messapiche

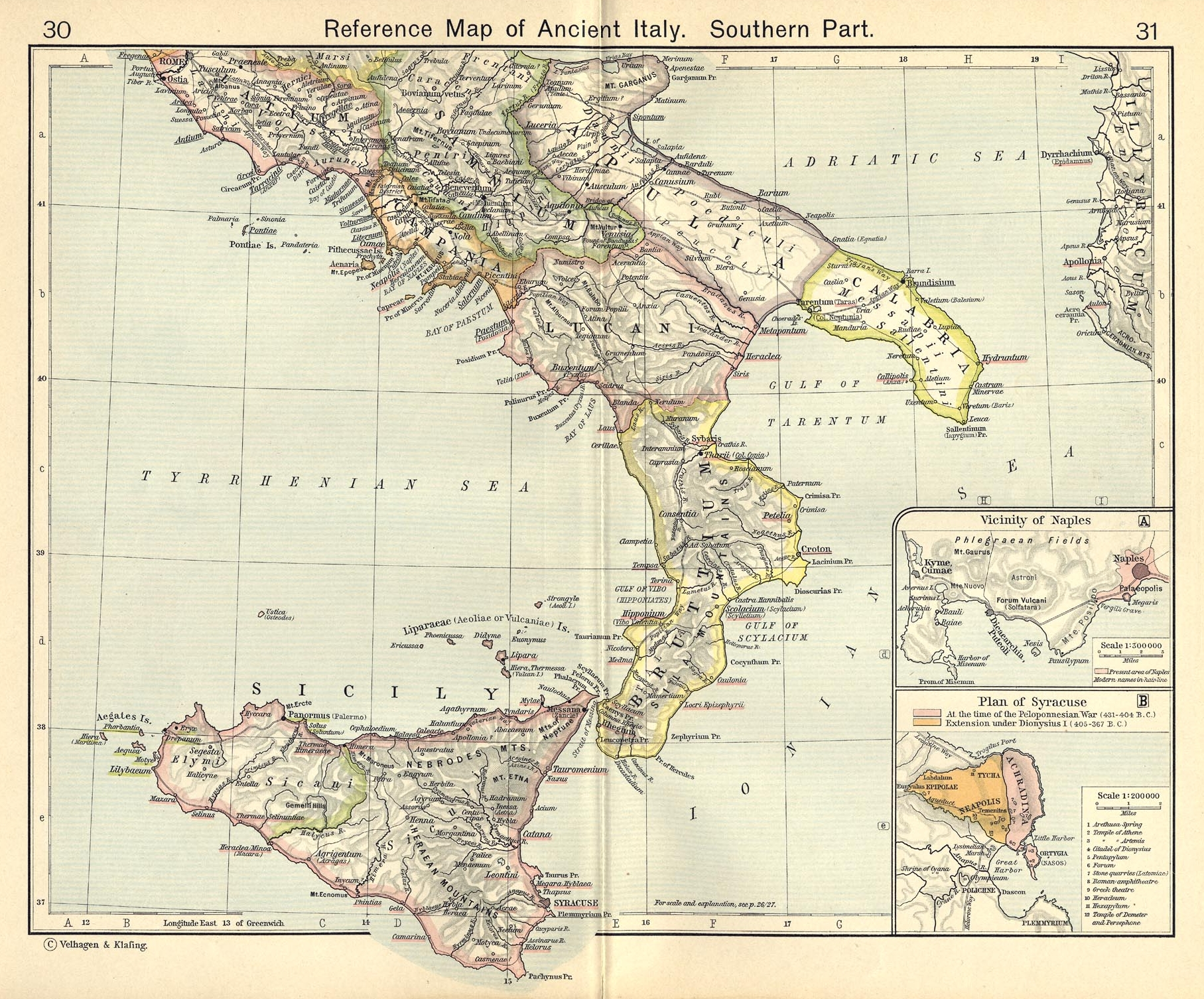
La Magna Grecia e la Messapia

I più cospicui ritrovamenti archeologici di periodo messapico relativi a insediamenti abitati sono avvenuti nelle località di: Alytia (Alezio), Ozan (Ugento), Brention/Brentesion (Brindisi), Balethas (Valesio) Hyretum/Veretum (Patù), Hodrum/Idruntum (Otranto), Kaìlia (Ceglie Messapica), Mandyrion (Manduria), Neriton (Nardò), Orra (Oria), Cavallino (non si hanno notizie certe del nome antico), Valesium (Valesio), Muro Tenente (forse identificabile con Scamnum, Mesagne), Bastae (Vaste), ΜΙΟΣ (Muro Leccese), Gnathia (Egnazia), Karpene/Carbina/Carbinia (Carovigno), Sturnium (Ostuni) e Soletum (Soleto).
Dalle evidenze e dalle ipotesi degli storici si è giunti alla conclusione che indipendentemente dall'esistenza della dodecapoli messapica, tutte le città messapiche avevano come punti di riferimento due centri in particolare. La città di Orra (Oria) in quanto capitale politica e la città di Kailia (Ceglie Messapica) in quanto capitale militare.
Altri ritrovamenti messapici sono stati effettuati anche a Pezza Petrosa nel territorio del comune di Villa Castelli, Francavilla Fontana, San Vito dei Normanni (Castello d'Alceste), Noha, Castro, San Pancrazio Salentino e Veglie. Non esistono prove certe dell'esistenza di una "dodecapoli", organizzazione politico-militare dei dodici centri messapici più importanti, che ha origine dall'affermazione straboniana relativa all'esistenza nella regione di tredici città-stato.
Quasi tutte le città messapiche erano costruite su un luogo elevato ed erano cinte da una o più cerchie di mura. Le mura di solito erano costituite da strutture a blocchi, regolarmente squadrati, di dimensioni medie di metri 1,30×0,60.
La "Mappa di Soleto", ritrovata nell'omonimo centro salentino, sarebbe secondo alcuni di epoca messapica, secondo altri un falso. La datazione col metodo del carbonio 14 ha confermato che la ceramica è del V secolo a.C. Si attende ancora una conferma dal laboratorio di Sydney per la datazione del graffito. Nella prima ipotesi, si tratterebbe della più antica rappresentazione cartografica occidentale finora scoperta.
In ordine alfabetico:
| Località italiana         | In latino Plinio III, 11 (77 d.C.)   | sulla Mappa di Soleto   | monete         | In greco Strabone 6.3.5 (19 d.C.)        |
| ------------------------- | ------------------------------------ | ----------------------- | -------------- | ---------------------------------------- |
| Alezio                    | Aletium                              | (ΒΑΛ)                   | ΒΑΛΕΘΑS        | Ἀλητία                                   |
| Brindisi                  | Brundisium                           |                         | BRUN           | Βρεντέσιον                               |
| Carovigno                 | Carbina                              |                         | CARB-BRUN      | Κάρβινα in Ateneo Deipnosophistai,12,522 |
| Castro                    | Castrum Minervae                     | (ΛΙΚ)                   |                |                                          |
| Cavallino/Sternatia       |                                      | (ΣΤΥ)                   | ΣΤΥ            |                                          |
| Ceglie Messapica          | Caeliae                              |                         | KAIΛINΩN / NΩΝ | Καιλία                                   |
| Egnazia                   | Gnathia                              |                         |                | Ἐγνατία                                  |
| Lecce                     | Rudiae /Lupiae                       |                         |                | Ῥοδίαι καὶ Λουπίαι                       |
| Manduria                  | Manduria o Manduris                  |                         |                |                                          |
| Latiano/Mesagne           | Scamnum                              |                         |                |                                          |
| Muro Leccese              |                                      | (ΜΙΟΣ)                  |                |                                          |
| Nardò                     | Neretum                              | (ΝΑΡ)                   | ΝΑΡΗΤΙΝΩΝ      |                                          |
| Oria                      | Hyria                                |                         | ORRA           | Οὐρία                                    |
| Ostuni                    | Sturnium                             |                         |                |                                          |
| Otranto                   | Hydruntum                            | (ΗΥΔΡ)                  |                | Ὑδροῦντα                                 |
| Porto Cesareo / Gallipoli | Callipolis, quae nunc est Anxa       | (ΓΡΑΧΑ)                 | ΓΡΑ            |                                          |
| Roca Vecchia              | Thuria sallentina in Livio X cap.2   | (ΥΡΙΑ) in alto a destra |                |                                          |
| Soleto                    | Soletum                              | (ΣΟΛ)                   |                |                                          |
| Ugento                    | Uzentum                              | (ΟζΑΝ)                  | ΟζΑΝ           |                                          |
| Valesio                   | Balesium                             |                         |                |                                          |
| Vaste                     | Bastae                               | (ΒΑΣ)                   |                |                                          |
| Vereto/Leuca              | Veretum/Leuka (in Strabone VI 6.3.5) | (ΛΙΟΣ)                  |                | Ὀυερητόν/Λευκὰ                           |

### Viabilità
Le strade principali che collegavano le città più importanti da nord a sud e da est a ovest, furono successivamente utilizzate e migliorate dai Romani come la direttrice Manduria - Oria - Brindisi che divenne parte della Via Appia.
Un'altra strada collegava Brindisi a Lecce passando da Valesium e proseguendo poi per Otranto e venne chiamata dai Romani Via Traiana Calabra. La strada costiera da Manduria a Otranto passando per Nardò, Alezio, Ugento, Veretum e Vaste venne chiamata Via Augusta Sallentina. Altre strade meno note collegavano località sull'Adriatico con quelle sullo Ionio come quella che collegando il porto di Roca Vecchia col Porto Nauna passava da Soleto.

### V-III secolo a.C.
Dal V secolo a.C. in poi i Messapi sembrano costituire un'associazione di città-stato in funzione difensiva, assimilabile alle simmachie greche. Questi centri abitati autonomi, anche se non particolarmente estesi, potrebbero corrispondere alle tredici città del territorio alle quali accenna Strabone. Tali simmachie vanno viste come forme rudimentali di associazioni internazionali momentanee e intermittenti perché legavano gli aderenti soltanto per il breve periodo di una guerra.
La storia dei Messapi dal V al III secolo a.C. è costellata di alleanze più o meno effimere contro gli Italioti o al fianco degli Italioti: conosciamo l'alleanza sorta per iniziativa iapigia intorno al 473 a.C. in funzione antitarantina e antireggina, che portò alla momentanea vittoria dei Messapi sulle due potenti città magnogreche e una spedizione punitiva iapigia contro Reggio. Gli storici greci ricordano che i Messapi sterminarono l'esercito di Tarentini e Reggini impiegando proficuamente la loro cavalleria. La disfatta di Taranto e Reggio fu terribile, Erodoto narra così dello sterminio di Tarentini e Reggini:
(Erodoto)

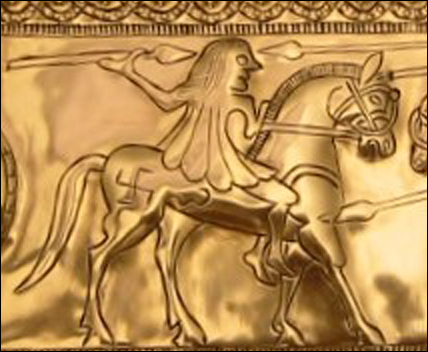
Bronzo a sbalzo raffigurante un cavaliere Illirico.
Vace,Slovenia,400 A.C.

L'avvenimento ebbe una forte eco in tutto il mondo greco tanto che Aristotele precisa che l'avvenimento "accadde un po' dopo che i Persiani invasero la Grecia" e aggiunge che fu anche a causa di tale sconfitta che Taranto mutò il suo regime da aristocratico a democratico.
A questi eventi seguì la riscossa di Taranto, come documentato dal donario tarantino, opera di Agelada di Argo, innalzato a Delfi nel V secolo a.C. che mostrava cavalli e donne messapiche prigioniere: «…statue di fanti e di cavalieri, il re degli Iapigi Opis, venuto in soccorso ai Peucezi. Questi è rappresentato come morto in battaglia, e su di lui giacente al suolo si levano l'eroe Taras e Falanto di Sparta».
Tucidide riferisce di un aiuto offerto nel 413 a.C. dai Messapi ad Atene, nella cosiddetta guerra del Peloponneso in occasione della spedizione contro Siracusa. I generali ateniesi Demostene ed Eurimedonte attraversarono il mar Ionio e approdarono alle isole Cheradi (di fronte a Taranto), per imbarcare 150 lanciatori di giavellotto messapi forniti da Artas principe messapico (dinastes) in nome di un antico trattato di amicizia (palaia philìa) tra Messapi e Ateniesi
(Tucidide, Storia (VII, 33))

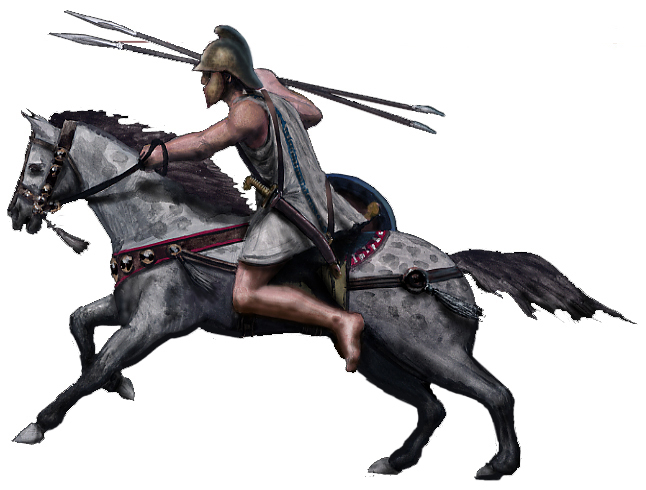
Cavaliere Illirico

Nel IV secolo si stabilì l'alleanza tra Messapi e Lucani che nel 356 a.C. portò alla conquista di Eraclea e Metaponto e poi al conseguente intervento in aiuto di Taranto da parte del re di Sparta Archidamo III, il quale troverà la morte in battaglia proprio sotto le mura della città messapica di Manduria nel 338 a.C..
Tra il 333 a.C. ed il 330 a.C., il re epirota Alessandro il Molosso, chiamato dai Tarantini, fu vittorioso sui Messapi; dopo la morte del Molosso (330 a.C.) le alleanze si rovesciarono e i Messapi non esitarono ad allearsi prima con Taranto e Cleonimo di Sparta (304 a.C. circa) in funzione antilucana ed antiromana, poi con Agatocle di Siracusa ed infine con Pirro, al cui fianco combatterono nel 279 a.C. nella battaglia di Ascoli di Puglia contro Roma e persino con Taranto (e Pirro).
Proprio la guerra secolare tra i Messapi e Taranto avrebbe più tardi in parte favorito la conquista romana della stessa Taranto prima e dell'intero Salento poi, conclusasi nel 266 a.C.

## Religione
Poco si sa sulla religione messapica in generale, almeno per quanto riguarda le sue fasi più antiche. Dalla seconda parte dell'VIII secolo a.C. in poi, infatti, la religione, come altri aspetti della cultura, risentì dell'influsso greco; il pantheon messapico è per molti versi d'ispirazione greca..
Tra i santuari più importanti si ricordano quello del capo di Leuca e quello di Oria. In particolare presso Oria era presente ed attivo dall'VI secolo a.C. fino all'età romana un importante santuario (oggi sito presso Monte Papalucio), dedicato alle divinità Demetra e Persefone. Qui vi si svolgevano culti in grotta legati alla fertilità, infatti gli scavi archeologici svolti negli anni ottanta hanno evidenziato numerosi resti combusti di maiali (legati alle due divinità) e di melograno. Inoltre, a sottolineare l'importanza del santuario, qui sono state rinvenute monete di gran parte della Magna Grecia, e migliaia di vasi accumulatisi nel corso dei secoli come deposito votivo lungo il fianco della collina. Di particolare interesse alcuni vasetti miniaturistici e alcune statuette raffiguranti colombe e maialini sacri alle due divinità cui era dedicato il luogo di culto.

Un ulteriore indizio ci è fornito da Festo il quale riferisce che i Messapi consacravano un cavallo a Giove gettandolo vivo nel fuoco, ma non conosciamo altre modalità del sacrificio; possiamo solo ricondurlo alla pratica del cavallo che tanta importanza aveva per i Messapi e per le popolazioni italiche in genere. Infatti a proposito del mitologico eroe eponimo Virgilio dice nell'Eneide: 

## Economia
I Messapi fondarono varie città che possono essere suddivise in due gruppi: città con economia agro-pastorale (Rudiae Cavallino, Ceglie e Vaste) e città con un'economia mercantile. L'economia messapica, quindi, era assai differenziata, un'economia non solo di produzione, ma anche di mercato. L'agricoltura si basava sulla coltivazione dell'ulivo (di natura, secondo gli antichi, molto vicina all'ulivo selvatico) e del grano.
Praticavano anche la coltivazione di peri, ortaggi e legumi; particolarmente florida la viticoltura.
Altra voce molto importante dell'economia messapica era la pastorizia e l'allevamento di bovini, equini, suini, ovini ed anche cani ritenuti di ottima razza, come testimonia Varrone in un passo del suo 'Res Rusticae".
Orazio, invece, fa riferimento all'apicoltura molto praticata nella Messapia settentrionale ("Carmina", 11116, vv. 33-37).
L'artigianato si basava soprattutto su prodotti di ceramica, terracotta e bronzo, fra cui gli specchi prodotti nelle zone prossime a Brindisi. Caratteristica della produzione messapica era il vaso detto "trozzella" così chiamato per le decorazioni sulle anse a forma di rotella. La differenza fra le produzioni autoctone o elleniche, è data soprattutto dal fatto che gli artigiani messapici non usarono il tornio se non molti secoli dopo i Greci.
Anche la pesca era molto importante (saraghi, apricole e molti altri), insieme all'allevamento dei crostacei, praticato sulla costa adriatica (ostriche) e di mitili sulla costa ionica. Quinto Ennio fa sapere che:
"A Brindisi il sarago è buono, prendilo se è grande; sappi che a Taranto si trova soprattutto il caprisco" ("Hedyphaegetica", fr. 23 Traglia).
I traffici commerciali si dividevano in due tipologie: interni e marittimi.
Il traffico interno si svolgeva via terra; fra città e città, oppure dall'interno verso porti e sfruttava gli asini o i cavalli. Vaste e Muro Leccese potevano rappresentare i punti di riferimento, all'interno, Otranto l'approdo sul mare.
Le navi trasportavano prodotti dell'agricoltura (soprattutto grano verso la Grecia) e prodotti dell'artigianato. I manufatti sono classificati dagli archeologi come appartenenti allo stile "geometrico" salentino che si sviluppa in due fasi (rispettivamente il medio e tardo geometrico) e cioè nella prima e seconda metà del secolo VIII a.C. con prolungamenti fino ai primi decenni del secolo VI come è testimoniato dal materiale frammentario proveniente dagli scavi di Otranto con la presenza del motivo dei "raggi albanesi" derivato dai vasi "devolliani" in territorio albanese, ma ritrovati anche ad Otranto.

### Monetazione
Nei primi anni del V secolo a.C. anche i Messapi, su imitazione delle colonie greche, incominciarono a coniare le monete.
I centri di cui si presume battessero moneta e dove sono stati trovati reperti sono: Balethas
(Valesio), Brention/Brentesion (Brindisi), Graxa (non identificata), Kailia (Ceglie Messapica), Kasarium (Casarano?), Nareton (Nardò), Orra (Oria), Ozan (Ugento), Samadi (non identificata).
Kasarium e Balethas emisero monete d'argento, Nareton d'argento e bronzo, tutte le altre in bronzo a partire dal III secolo a.C.
Nelle monete più antiche (prima della conquista romana del III secolo a.C.) il nome della città è in lingua messapica/greca: Ozan, Graxa, Balethas, Nareton, Taras. Dopo la conquista romana i nomi delle città sono in latino: Brundisium, Orra, Tarentum, Uxentum.
Vi sono stati anche ritrovamenti di monete condivise con altri paesi, come avvenne con Carbina (Carovigno) e Brundisium (Brindisi), formando la moneta "Carb-Brun"

## Lingua
Nel territorio del Salento sono state rinvenute molte iscrizioni che attestano l'esistenza di un idioma assai ben caratterizzato, al quale è stato attribuito il nome di lingua messapica, benché non sia possibile ricondurre con assoluta certezza quell'idioma alla tribù dei Messapi, o soltanto ad essi. Fonti di epoca romana attestano comunque che il settore nord-orientale del Salento (grosso modo a nord-est della linea Manduria-Otranto) era popolato dai Kalabroi (in greco Καλαβρούς; in latino: Calabri), mentre il settore sud-occidentale della penisola era occupato dai Salentinoi (in greco Σαλεντίνους; in latino: Sallentini), sebbene manchino elementi certi che consentano di ricollegare i Calabri e i Sallentini agli antichi Messapi. È comunque sicuro che l'idioma messapico fosse indoeuropeo; in passato si era anche ipotizzato un possibile legame con le lingue illiriche, ma attualmente lo si considera come una lingua isolata.
Occorre comunque considerare che la vitalità della lingua messapica era stata compromessa, ancor prima della conquista romana, dalla penetrazione della lingua osca parlata dai Lucani e dalle altre tribù italiche di stirpe sannitica provenienti dall'area appenninica (fin dal IV secolo a.C. i Lucani si erano infatti impadroniti delle Murge Tarantine tanto da minacciare direttamente Taranto); così l'osco era ben conosciuto dal poeta latino Quinto Ennio, nato nel 239 a.C. a Rudiae (nel Tavoliere di Lecce), il quale affermava di utilizzare quella lingua, accanto al latino e al greco. Tuttavia, poiché un sostrato messapico è ben riconoscibile in talune varietà dialettali osche parlate in regioni finitime (ad esempio, nella Tabula Bantina), è plausibile che, in epoca remota, l'area di diffusione della lingua messapica fosse assai più vasta.
L'alfabeto che utilizzavano era di derivazione greca, ma risulta spesso di difficile comprensione, specie per quanto riguarda l'età arcaica. Presso Roca Vecchia per esempio, la grotta della Poesia piccola è ricca di iscrizioni messapiche, ma agli studiosi non è stato possibile stabilire in modo definitivo la natura e la funzione del luogo; alcuni pensano a un santuario, poiché un'iscrizione riguarda una divinità di cui peraltro sappiamo molto poco, Taotor.

## Cultura materiale e arte

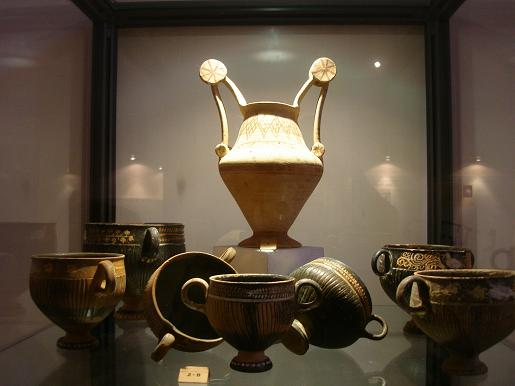
Ceramica Messapica, tra cui spicca la tipica Trozzella messapica, Centro documentazione messapica Oria

### Ceramica dipinta
I vasi messapici vennero in primo luogo decorati principalmente con forme geometriche. Come tipologie venivano utilizzati principalmente quello della olla e soprattutto della "trozzella".

### Bronzi
Zeus di Ugento
Ritrovata nel 1961, la statua, alta 74 cm, rappresenta non solo la testimonianza che i Messapi adottarono immagini greche, ma costituisce la migliore espressione della bronzistica della Magna Grecia e forse di tutta la Grecia del periodo arcaico. Fatta risalire al 530 a.C., la statua rientra nella produzione dell'arte tarantina e ne è il simbolo, anche se da alcuni particolari sembra che ci siano elementi ugentini nella sua fattura.
Non è da escludere, inoltre, che si tratti di una rappresentazione di Zeus Kataibates, il dio protettore degli Iapigi che secondo la tradizione aveva folgorato i Tarantini puniti per aver commesso empietà durante la presa di Carbina (Carovigno). Oggi si trova presso il Museo Archeologico Nazionale di Taranto ed una copia in quello di Ugento.
Vaso in bronzo (olpe) con tesoro di Basta
Rinvenuto a Basta (Vaste) nel 1989 in località Fondo Sant'Antonio conteneva un tesoretto di 150 stateri di argento delle zecche di Tarentum, Heraklea e Thurium databile al III secolo a.C.
Appartenuto, probabilmente, al capo dell'antica Basta, è attualmente custodito presso il locale Museo, ubicato nell'antico Palazzo Baronale nel centro storico di Vaste.

### Pittura funeraria

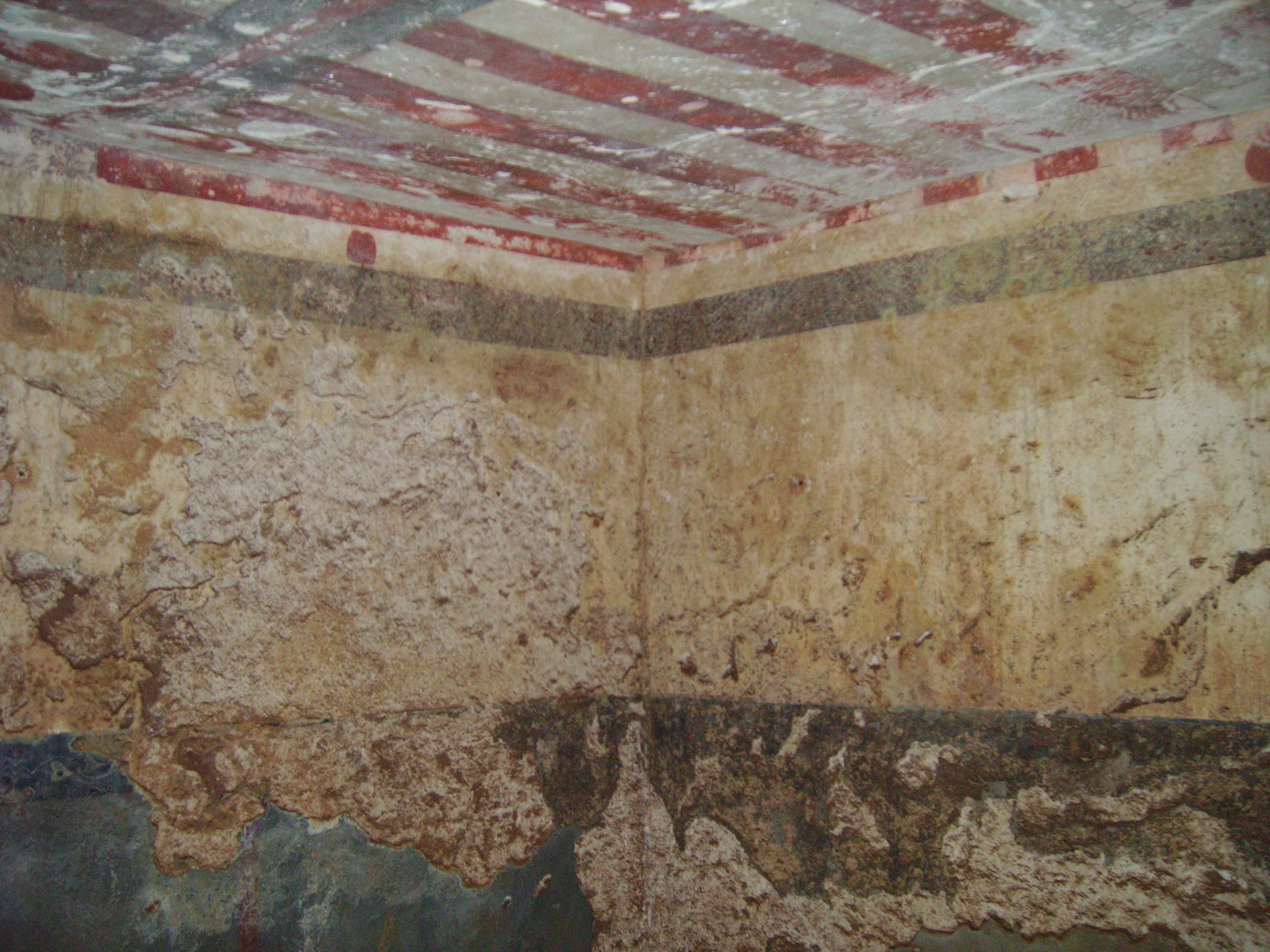
Interno decorato Tomba del Melograno - Egnazia

Le tombe messapiche sono di tre tipologie:
a) a fossa (scavate direttamente nella pietra tenera e coperte da un lastrone);
b) a semicamera;
c) a camera.
Le tombe a camera messapiche (IV-II secolo a.C.), appartenute al ceto aristocratico, hanno un vestibolo esterno chiamato dromos, cui si accede da una scala intagliata nella roccia, ed una camera funeraria interamente affrescata la cui porta di accesso è chiusa da battenti monolitici in alcuni casi accostati, in altri ruotanti su cardini. Gli affreschi riproducono gli elementi decorativi che erano presenti nelle abitazioni (lastre marmoree, elementi vegetali, festoni, o anche la travatura lignea presente sul soffitto). Sono visitabili nel parco archeologico di Egnazia.

### Tipologia delle sepolture
1) la deposizione sul fianco in posizione rannicchiata (fetale) per l'età arcaica, attestata in diverse aree 'indigene' dell'Italia meridionale;
2) la deposizione supina, con le braccia distese lungo i fianchi o incrociate sul petto, venne introdotta nella seconda metà del V secolo a.C.;
3) a partire dal IV secolo a.C., infine, la presenza del 'letto funebre' (in greco kline) appare indiziata da alcuni elementi quali la notevole profondità della fossa e le quattro 'fossette' angolari sul fondo della stessa, destinate verosimilmente ad alloggiare gli alti piedi del letto.
Nel caso di tombe riutilizzate con presenza di più corpi e relativi corredi funerari si ipotizza il concetto di "tombe di famiglia".

### Corredi funerari
Nelle tombe maschili troviamo oggetti che alludono ai tre principali aspetti del mondo virile: il 'banchetto', o meglio il consumo del vino (il cratere, usato per miscelare acqua e vino, l'oinochoe per mescere, il boccaletto per attingere, lo skyphos e il kantharos per bere), la palestra (strigile) e la guerra (punte di lance, cinturoni, elmi e sperone). Nelle tombe femminili troviamo sin dai corredi più antichi la trozzella, accompagnata a partire dal IV secolo da altri elementi esclusivamente femminili quali i gioielli e vasi/contenitori di unguenti, oli profumati e profumi (lekythoi e unguentari) ed i pesi da telaio a forma troncopiramidale.
Oggetti propri del rituale funerario, e per questo presenti in tutte le tombe indifferentemente dal sesso o dall'età del defunto, sembrano essere le lekanai e i piattelli, con tutta probabilità destinati a contenere offerte di cibo per il viaggio nell'"aldilà", nonché le lucerne, atte forse a illuminare il cammino ed una moneta, secondo l'uso greco, per pagare il passaggio all'aldilà.

## Siti, musei e parchi archeologici
- Alezio

I corredi funerari provenienti dalla necropoli sono esposti nel locale Museo Palazzo Tafuri. Inoltre, antistante il museo è il parco archeologico all'aperto. Il parco espone diverse tipologie di tombe messapiche databili tra il VI ed il II secolo a.C. tra cui una imponente cassa formata da 20 lastroni di pietra calcarenitica locale (carparo).
- Brindisi

Le popolazioni messapiche occuparono inizialmente la collinetta che si affaccia sul seno di ponente del porto interno, (VIII secolo a.C.). Nel corso del VI sec. la città venne difesa da mura che seguivano il percorso delle attuali via Armengol, via Fornari, via Casimiro e la banchina del porto. Due o più zone necropolari erano all'esterno di questo circuito di mura; non è escluso che un circuito più ampio racchiudesse una area molto più vasta, come si riscontra in altre importanti città messapiche. I reperti sono esposti nel museo archeologico provinciale Francesco Ribezzo di Brindisi.
- Carovigno

Sulla collina sovrastante l'attuale territorio del comune di Carovigno sorgeva la città di Carbina. I pregevoli reperti archeologici sono esposti nei musei di Egnazia, Brindisi e Taranto. Una prima cinta muraria circondava la città alta, altre due erano alla base della collina ed includevano la necropoli. Tracce della seconda cinta sono visibili presso l'attuale cimitero.
- Castro

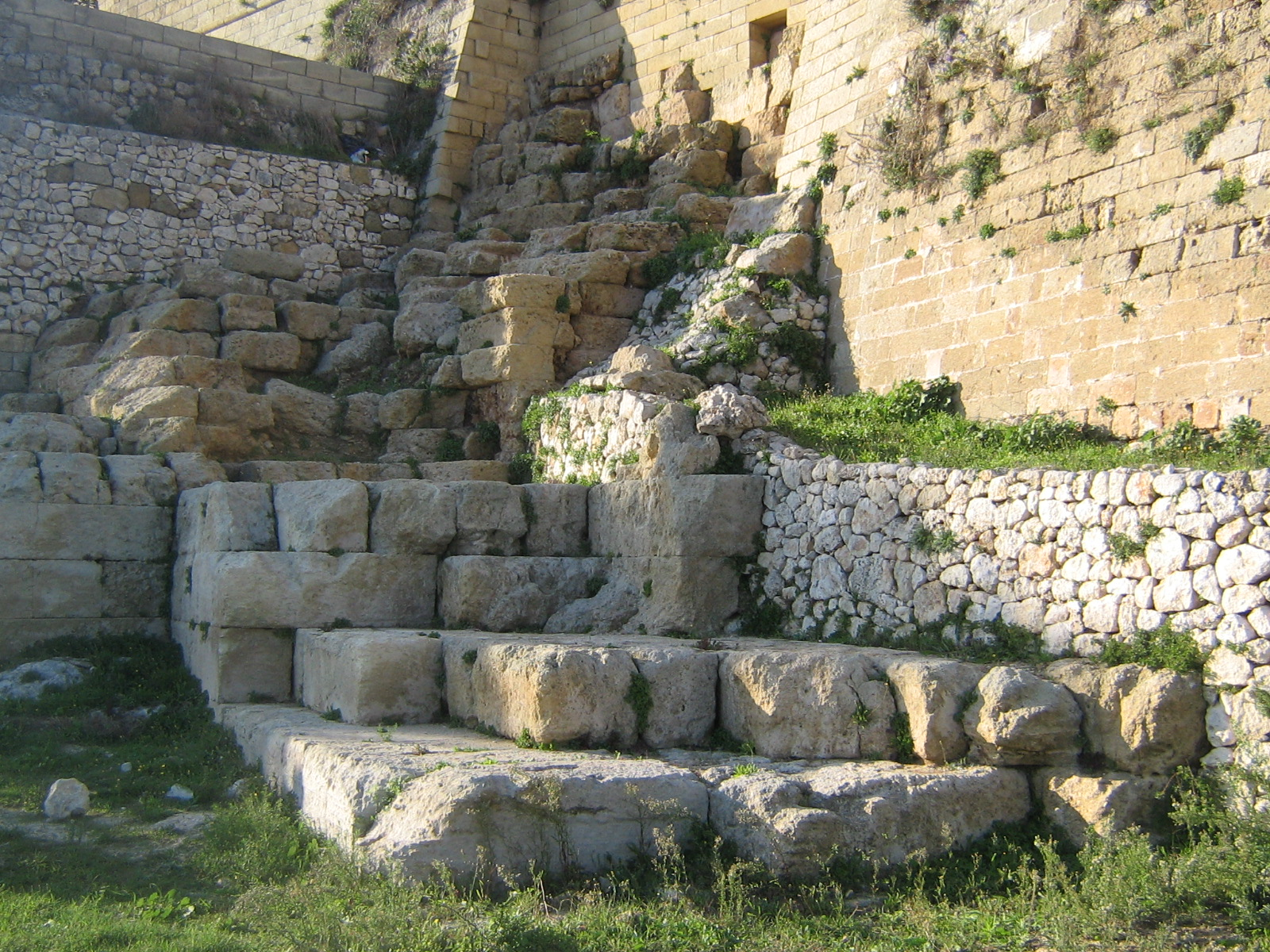
Mura messapiche - Castro

Alla base della cittadella fortificata, con ampia vista su tutta la costa sud-est del Salento, si trovano alcuni filari delle antiche mura messapiche su cui è stato costruito il castello aragonese.
- Cavallino

Anche questo sito è molto documentato con una estensione della cinta muraria di 3100 m per un'area di circa 69 ettari in cui è stato creato un museo diffuso.
- Ceglie Messapica

Sono visibili in totale 4 cinte murarie dette "paretoni", in loco tratti della cinta dell'acropoli messapica. La seconda cinta muraria(ancora visibile in buona parte) aveva una lunghezza totale di oltre 4000 m e racchiudeva un'area di 118 ettari, ciò fa di Ceglie la più grande e probabilmente popolosa città della Messapia. Le altre due cinte murarie distano circa 5 km dal nucleo abitato, la zona controllata dalla roccaforte di Kailia dunque,aveva un'estensione di oltre 11 mila ettari. È possibile visitare le 18 specchie pervenute che formavano la corona a difesa dell'antica città. Tra i reperti esposti nel locale museo archeologico vi sono: trozzelle tipo Gnathia, monete, ghiande missili, ornamenti, monumenti funerari, epigrafi e iscrizioni. L'iscrizione del tempio di Afrodite è conservata nel museo archeologico di Brindisi, trozzelle ed altre monete nel Museo archeologico nazionale di Taranto; mentre altri didrammi, vasi e trozzelle frutto delle ricerche del Mommsen sono conservati nel Pergamonmuseum di Berlino. È l'unica città messapica della quale si conosce la posizione dell'antica cava usata per l'estrazione dei materiali usati per le costruzioni.
- Egnazia

Le mura messapiche sono costituite da un maestoso muraglione di circa 2 km che estendendosi fino al mare include un'area fortificata di circa 40 ettari. La necropoli con le varie tombe a fossa, semicamera ed ipogei ha restituito numerose testimonianze messapiche esposte presso il locale museo archeologico.
- Manduria

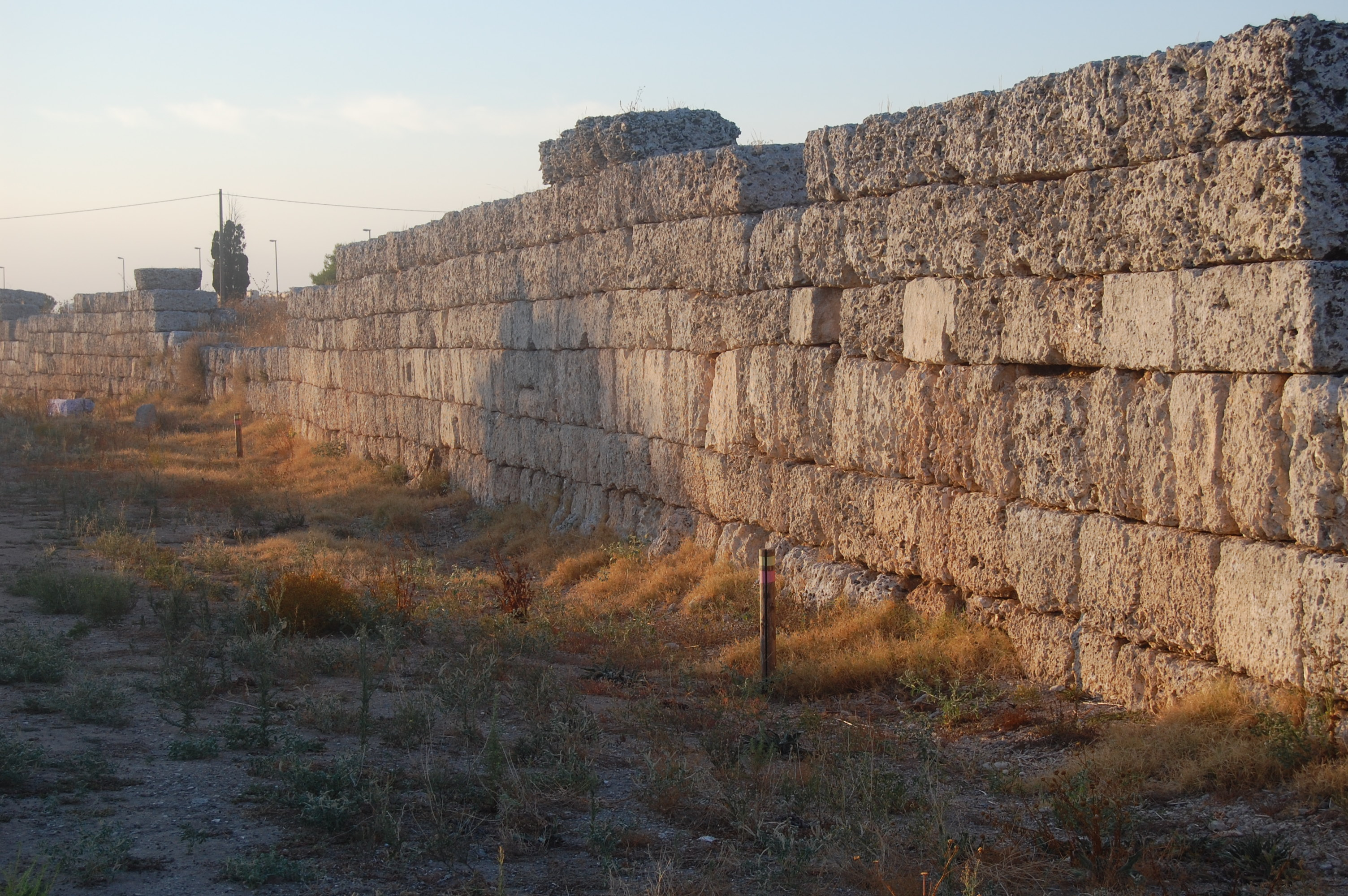
Mura messapiche - Manduria

È il sito meglio conservato con tre cerchie murarie, la più esterna di 3382 m,fossato ed una estesa necropoli di circa 2500 sepolture.
Tutta l'area interessata è oggi il parco archeologico delle Mura messapiche.
- Muro Tenente (Mesagne/Latiano)

L'insediamento messapico abbandonato di Muro Tenente risulta ampio circa 50 ettari ed è racchiuso da una cinta muraria lunga 2700 metri, ancora in gran parte conservata sotto un cumulo di terra e rovi. Attualmente l'area è oggetto di lavori di riqualificazione utili alla costituzione del parco archeologico di Muro Tenente (esteso su una superficie di circa 30 ettari), gestito dalla Vrije Universiteit Amsterdam, in collaborazione con il Mibact, l'università del Salento, il comune di Mesagne e il comune di Latiano.
- Muro Leccese

I ruderi delle antiche mura,in parte ancora visibili, racchiudono un territorio fortificato di circa 100 ettari. Numerosi reperti sono esposti nel museo diffuso di Borgo Terra nella piazza centrale del paese e nel museo archeologico di Lecce.
- Oria

Tutti i reperti archeologici sono conservati presso il Centro di documentazione messapica, sito a palazzo Martini nel centro storico del comune. Sono inoltre presenti i resti delle necropoli visitabile nei siti archeologici in piazza cattedrale, piazza Lorch, parco Montalbano e nell'area Pasculli. Non è del tutto accessibile il tempio dedicato a Demetra Persefone.
- Roca Vecchia

Le tracce relative all'età messapica (IV-III secolo a.C.) sono una cinta muraria forse a difesa di un santuario (che tuttavia non fu completata) e diverse tombe. Corredi funerari ed iscrizioni sono visibili presso il museo archeologico di Lecce.
- Rudiae

Nel sito sono visibili le tracce di un anfiteatro e di due cinte murarie in blocchi di pietra calcarenitica (tufo), in un'area archeologica di circa 100 ettari. Tutti i corredi funerari e le iscrizioni sono esposti nel museo archeologico di Lecce.
- Soleto

Oltre a ceramiche messapiche di produzione locale e asce in bronzo sono visibili presso il museo archeologico nazionale di Taranto ricchi corredi funerari e la famosa mappa di Soleto con indicati i nomi (prime lettere) di gran parte delle città Messapiche del V secolo a.C. Visibili in loco alcuni tratti della doppia cinta di mura messapiche ed abitazioni.
- Ugento

Le antiche mura racchiudono un'area di oltre 100 ettari che costituisce, con Vaste, Cavallino e Manduria,uno dei maggiori insediamenti fortificati. Nel locale museo archeologico molti reperti e la ricostruzione della Tomba dell'Atleta. È stata rinvenuta nel corso di lavori di ampliamento di un'abitazione il 13 luglio 1970, nei pressi della via Salentina ed è completa di oltre 12 vasi integri.
- Valesio

Le antiche mura avevano una lunghezza di 3430 metri per un'area di 84 ettari. Presso il museo archeologico provinciale Francesco Ribezzo di Brindisi, è presente la Sala Valesio contenente corredi tombali con vasi apuli e di Gnathia, iscrizioni funerarie, pesi da telaio, monete, vasi in bronzo, in ceramica e a vernice nera.
- Vaste

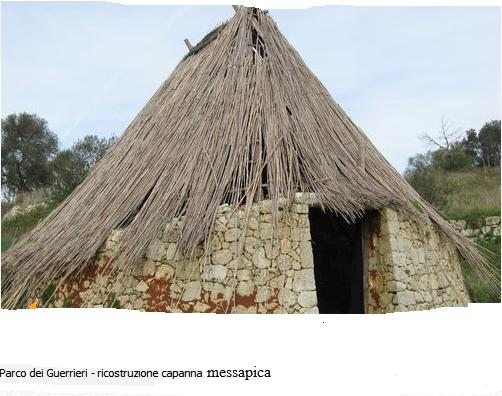
Ricostruzione di capanna messapica - Vaste

È uno dei siti più studiati con una estensione delle antiche mura di 3350 m includenti un'area di 77 ettari.
Su 20 ettari è stato istituito il parco dei Guerrieri con una ricostruzione realistica delle capanne messapiche.
- Vereto

Si trova su una collina molto vicina a Leuca. Le mura poderose in parte ancora visibili, lunghe oltre 4 km, dominavano un comprensorio che includeva l'attuale Leuca e la baia di San Gregorio. In quest'ultima località sono visibili, a pochi metri di profondità nel mare, le strutture dell'antico porto ed una scalinata messapica con vicino l'imboccatura di un pozzo di acqua dolce. Tutti i reperti archeologici e le iscrizioni sono esposti nel museo archeologico di Lecce.

## Cronologia
| Periodo                 | Evento                                                                            | Riferimenti                                |
| ----------------------- | --------------------------------------------------------------------------------- | ------------------------------------------ |
| IX sec a.C.             | Flussi migratori dall'Illiria alla Puglia alle soglie dell'età del ferro          | D'Andria, Messapi e Peuceti, 1988          |
| dal IX al VIII sec a.C. | Abitazioni con capanne di forma ovoidale e copertura a rami intrecciati           | T.Van Compernolle, 2001                    |
| VIII sec a.C.           | Primi insediamenti stabili in Oria, Cavallino e Vaste                             | Archeologia dei Messapi, Bari 1989         |
| dal VII al VI sec a.C.  | Periodo arcaico: costruzioni con muretti a secco e mattoni e copertura a tegole   | T.Van Compernolle, 2001                    |
| VI sec a.C.             | Compaiono le prime testimonianze di scrittura (una delle prime in Italia)         | Ribezzo, C.I.Messapicarum, Bari 1935       |
| dal V al IV sec a.C.    | Periodo classico: costruzione di mura e documentazione storica guerre con Taranto | Pausania X, 10, 6-8                        |
| 473 a.C.                | Alleanza vittoriosa con Iapigi contro Taranto e Reggio                            | Erodoto VII, 170                           |
| 413 a.C.                | Alleanza Messapi con Ateniesi contro Siracusa (guerra del Peloponneso)            | Tucidide VII, 57                           |
| dal IV al III sec a.C.  | Periodo ellenistico: massima espansione insediativa e doppia cinta muraria        | T.Van Compernolle, 2001                    |
| 338 a.C.                | Alleanza Messapi con Lucani - battaglia di Manduria contro Taranto e re di Sparta | Diodoro XVI, 63                            |
| 279 a.C.                | Alleanza Messapi con Pirro - battaglia di Ascoli Satriano contro Roma             | Plutarco, Pyrrhus 13,5-6                   |
| 267-266 a.C.            | Assoggettamento ai Romani dopo il Bellum Salentinum                               | Floro (Epitome Storie di Tito Livio I, 15) |
| 216 e 90 a.C.           | Ribellione a Roma dopo la battaglia di Canne e durante la guerra sociale          | Tito Livio XXII, 61                        |

### Storia e archeologia
- Pasquale Maggiulli, Sull'origine dei Messapi, Lecce 1934.
- P. Amandry, Le monument commémoratif de la victoire des Tarentines sur les Peucétiens, in "Bulletin de Correspondance Hellénique", 73, 1949, pp.447-463.
- Domenico Mustilli, Le città della Messapia ricordate da Strabone, in Atti del 17. congresso geografico italiano, 1957, III, pp. 568–576.
- Ciro Santoro, Il Dinastes dei messapi Arta e la spedizione degli ateniesi in Sicilia, in Studi di storia pugliese in onore di Giuseppe Chiarelli, Galatina 1972, I, pp. 31–60.
- Giovanni Uggeri, La viabilità preromana della Messapia, in "Ricerche e studi" Museo Archeologico Provinciale "F. Ribezzo" Brindisi, 8 (1975), pp. 75–103.
- G. Nenci, Il barbaros polemos fra Taranto e gli Iapigi e gli "anathemata" tarentini a Delfi, in "Annali della Scuola Normale di Pisa", s.III, VI, 1976, pp. 719–738.
- Francesco D'Andria, Messapi e Peuceti, in Italia omnium terrarum alumna, Milano 1988, pp. 653–715.
- Archeologia dei Messapi, Catalogo della Mostra a cura di Francesco D'Andria, Bari 1989.
- I Messapi, Atti del XXX Convegno di Studi sulla Magna Grecia (Taranto 1990), Taranto 1991.
- Pier Giovanni Guzzo, La Messapia tra greci e indigeni, in "Bollettino di archeologia del Ministero per i beni culturali e ambientali", n. 1-2 (gen.-apr. 1990), pp. 17–22.
- Mario Lombardo, Greci e Messapi nel V secolo a.C.: fonti, eventi e problemi storici, in Aspetti della storia del Salento nell'Antichità. Atti del convegno nazionale di AICC 1979, Cavallino, Lecce 1992, pp. 76–109.
- Mario Lombardo, I Messapi e la Messapia nelle fonti letterarie greche e latine, Galatina 1992.
- J. L. Lamboley, Recherches sur les Messapiens IV-III siècle av. J.C., Roma 1996.
- Cesare Daquino, I Messapi. Il Salento prima di Roma, Lecce 1999 (2006). ISBN 88-8349-009-6
- Gianni Custodero, Antichi popoli del Sud: Apuli, Bruzii, Lucani, Messapi, Sanniti e Greci prima della conquista romana, Lecce 2000. ISBN 88-8349-012-6

### Lingua e religione
- Luigi Maggiulli e Sigismondo Castromediano, Le iscrizioni messapiche, Lecce 1871.
- Francesco Ribezzo, Corpus Inscriptionum Messapicarum, Bari 1935.
- Oronzo Parlangeli, Studi messapici, Messina 1960.
- Ciro Santoro, Nuovi studi messapici, I-III, Galatina 1982-1984.
- Cosimo Pagliara, Materiali iscritti arcaici del Salento, in “Annali Scuola Normale di Pisa”, XIII, 1983 pp. 29–33.
- Carlo de Simone, Gli studi recenti sulla lingua messapica, in Italia omnium terrarum parens, Milano 1989, pp. 650–660.
- (ES) Francisco Villar, Los Indoeuropeos y los origines de Europa: lenguaje e historia, Madrid, Gredos, 1991, ISBN 84-249-1471-6. Trad. it.:  Francisco Villar, Gli Indoeuropei e le origini dell'Europa, Bologna, Il Mulino, 1997, ISBN 88-15-05708-0.
- Carlo de Simone e Simona Marchesini, Monumenta linguae messapicae, 2 voll., Wiesbaden 2002;
- Cultura e religione dei Messapi, Seminario di studi con Mostra documentaria (Torre S. Susanna, 23 marzo 2002), Mesagne 2002.

### Ceramica e cultura materiale
- M. Mayer, Ceramica dell'Apulia preellenica. 1. La Messapia, in "Bollettino dell'imp. Istituto archeologico germanico", v. 12. (1897), fasc. 3-4, pp. 202–252.
- Mario Bernardini, Miti, culti e credenze degli antichi Messapi attraverso l'arte, in "Studi Salentini", fasc. 20, 1965.
- Giovanna Delli Ponti, I bronzi del Museo Provinciale di Lecce, Lecce 1973.
- Douwe G. Yntema, Messapian painted pottery: analysis and provisory classification, in "Bulletin Antieke Beschaving" 49, 1974, pp. 3–84.
- Adriana Travaglini, Inventario dei rinvenimenti monetali del Salento. Problemi di circolazione, Roma 1982.
- Dora Elia e Luciana Longobardi, Vita quotidiana dei Messapi, Cavallino 2006.
- Ettore M. De Juliis, Fabio Galeandro, Paola Palmentola, La ceramica geometrica della Messapia, (Archaeologica; 2) Bari 2006. ISBN 88-87920-18-4
- Mario Lombardo, Tombe, necropoli e riti funerari in Messapia: evidenze e problemi, in "Studi di antichità", 7 (1994), pp. 26–45.